# Gyna spurcata
Gyna spurcata es una especie de cucaracha del género Gyna, familia Blaberidae.

## Distribución
Esta especie se encuentra en Camerún, Gabón, Congo, República Democrática del Congo y Angola.